# 기동전

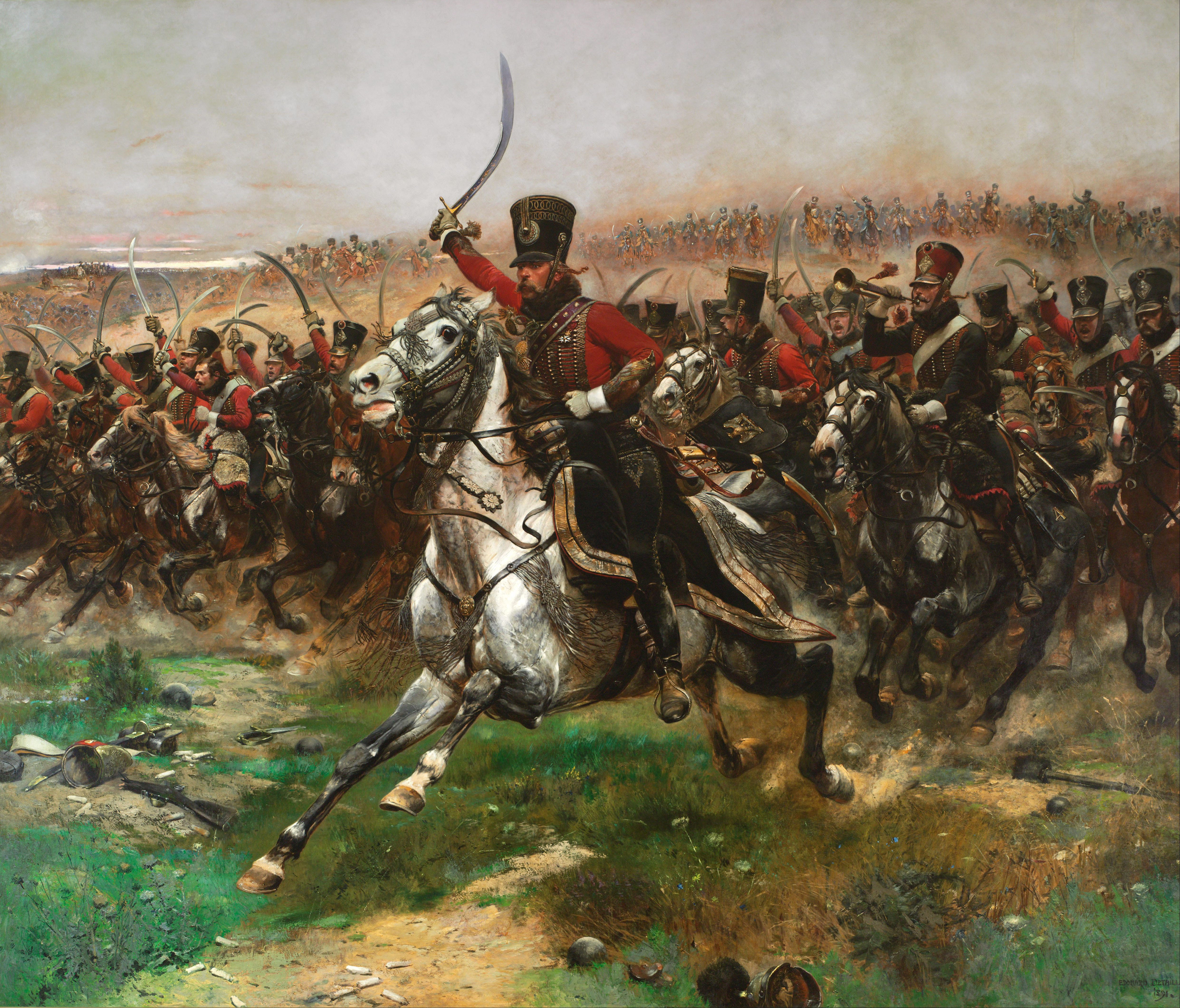
기마병

기동전(機動戦, Maneuver warfare)은 진지전과 반대로 병력을 빠른 속도로 움직임으로써 전쟁에서의 선택권을 쥐는 전술이다. 기동전이 새삼 부각된 것은 제1차 세계 대전의 참호전에서 겪은 참혹한 현실 때문이었는데, 기동전은 사실 고대 이래 군대의 기본 전술이다. 현대전에서는 기계화부대, 헬리콥터 보병, 해병대 등에 의해 수행된다.

## 기동전의 개념[1]
전쟁에 관한 두 가지 이론에서 소모전 이론과 상반되는 기동전 이론은 국가별 상황과  전략사상가의 이론에 따라 몇 가지 유사한 명칭으로 정의되어 오고 있다. 즉, 기동전은 마비전, 전격전, 간접접근 전략이론 및 속도전 등 여러 가지 명칭으로 알려져 있다.

#### 기동전
적의 군사력을 물리적으로 파괴하기 보다는 기동을 통하여 심리적 마비를 추구함으로써 최소의 전투로 결정적 승리를 달성하게 하는 전쟁수행 방식. 이 기동전이란 말속의 기동의 의미는 단순히 적보다 양호한 위치상의 이점을 확보하기 위한 이동 뿐만 아니라 더 나아가 적보다 우세한 템포로써 보다 빨리 움직여 적을 격파하는 모든 전쟁양상을 의미한다. 전쟁이 위치보다는 '시간에 대하여 적과 경쟁하는 것'이라고 이론적으로 이해되기 시작한 것은 불과 약 30년 전부터였다. 그러나 사실은 이러한 이론의 발전보다 먼저 독일군이 20세기에 들어 템포에 근거한 전쟁을 수행한 것이 오늘날 우리가 '기동전'이라 부르는 전쟁형태이다. 결국 기동전은 적보다 우세한 기동성을 수단으로 사용하여, 적을 물리적으로 파괴하기 보다는 심리적 마비를 통하여 적의 의지를 굴복시키는 전쟁의 형태이다.

#### 「손자」의 부전승(不戰勝) 병법(兵法)
「손자」는 중국의 고대 춘추전국시대(春秋戰國時代)의 끊임없는 전쟁을 통하여 국가의 흥망과 백성들의 생사와 고난을 보면서 무의미한 살상과 파괴를 자행하는 소모적인 전쟁보다는 전쟁에서의 인간의 도덕을 회복하기 위한 전쟁수행방법을 제시하였다.

1) 부전승(不戰勝)의 병법 제시
"적국을 온전하게 둔 채로 이기는 것이 상책이요 적국을 격파함은 차선이며, 적의 야전군을 온전히 둔 채로 이기는 것이 상책이요 적의 야전군을 섬멸함은 차선이며, 적의 여단을 온전히 둔 채로 이기는 것이 상책이요 적의 여단을 섬멸함은 차선이며······이런 연유로 백 번 싸워 백 번 이기는 것이 잘 싸우는 것이다(凡用兵之法，全國為上，破國次之；全軍為上，破軍次之；全旅為上······是故百戰百勝，非善之善者也；不戰而屈人之兵，善之善者也)."
손자는 전략적·작전적·전술적 수준의 모든 제대의 지휘관은 직접적인 충돌에 의한 유혈전투를 피하고, 꾀와 기타 방법을 사용함으로써 살육과 파괴로 얼룩진 참혹한 전쟁을 피하여 전쟁의 도덕적, 윤리적인 면을 회복하고자 하였다.
2) 단기전(短期戰) 수행 주장
전쟁이 오래 지속될 경우 나라가 피폐해지고 백성이 가난해져서 고통을 받게 된다고 하여 단기간에 전쟁을 끝내야 한다고 하였다. 전쟁을 하더라도 단기간에 종결되면 경제적인 전쟁이 되며, 전쟁 이후 후유증을 최소화할 수 있는 것이다.
3) 열세군(劣勢軍)이 우세군(優勢軍)을 이길 전법(戰法) 제시

손자는 그의 병법서 전편에 걸쳐 전쟁에서 승리하는 데에는 자원(병력, 무기 및 장비, 물자 등)의 수보다 뛰어난 용병술이 더욱 지배적인 요소임을 일관되게 강조하고 있다.
"월나라의 병력이 비록 많아도 어찌 승패에 도움이 되겠느냐? 고로 왈, 승리는 주관(主管)이 가능하다. 비록 적의 병력수가 많더라도 전투에는 참가하지 못하게 할 수 있는 것이다(以吾度之，越人之兵雖多，亦奚益於勝敗哉！故曰：勝可擅也。敵雖衆，可使無鬪)."
손자는 특히 싸우지 않고 이기는 모략과 외교전 그리고 심리전 등을 훌륭하게 수행하였을 때에는 얼마든지 열세군으로도 우세군을 상대로 승리할 수 있다고 보고 있다.

#### 마비전(痲痺戰, Paralysis Warfare)
마비전에 대한 명확한 정의는 발견하기 어렵다. 그러나 영국의 전략사상가인 '풀러'가 "조직을 파괴하는 방법에는 적 전투력을 '닳아 없어지게 하거나' 아니면 그것이 '작용하지 못하게 하는' 2가지 방법이 있는데, 후자인 작용하지 못하게 하는 것이 곧 마비시키는 방법으로서 마비전(痲痺戰)"이라고 하고 있다.
"머리를 관통하는 한 발의 총알과 비유할 수 있다. 만약 우리가 기습적으로 광대한 독일군 전선으로부터 이 두뇌들을 제거할 수 있다면, 또 단지 가벼운 충격만을 가하더라도 그들이 통제하고 있는 병력의 붕괴를 가져오는 것은 단지 시간문제일 것이다. 현재 이론이 '인원(personnel)'을 격파하는 것이므로, 우리의 새로운 이론은 '지휘(command)'를 격파하는 것이 되어야 하며, 적이 혼란된 후가 아니라 공격받기 전이어야 한다. 그래서 공격받았을 때 완전한 무질서의 상태가 형성되어야만 한다."
이에 따라 마비전이란 창이나 칼로 재빠르게 적의 중추신경을 찔러 적의 조직을 와해(disorganization)시키고, 저항력을 박탈하여 무력화(demoralization)된 적의 병력을 최종적으로 포획하는 것과 같은 전쟁 양식이라고 할 수 있다. 또한, 풀러는 "전략의 목적은 말 대신 힘에 의하여 정치적 논쟁을 매듭짓자는 데 있다. 이것은 통례적으로 전투에 의하여 달성된다. 그러나 전투의 참된 목적은 물질적 파괴가 아니라 적측의 정신적 굴복인 것이다"라고 하여 기동전은 적을 물리적으로 파괴하기 보다는 정신적으로 굴복시키는 방법을 적용 하여야 한다고 주장한다.

#### 전격전(電擊戰, Blitzkrieg)의 개념
기동전을 부르는 또 다른 독일 명칭은 《전격전》이다. 전격전의 정의와 개념에 대한 명확한 근거는 없으나, 전쟁이 진행되는 동안 발간된 독일의 군사평론들을 살펴보면, 전격전의 개념은 순전히 군사적이고 작전술-전술적 관점에서 사용되었음을 확인할 수 있다.
"'전격전'이란 기갑부대와 공중 전력을 집중 운용하여 적의 예상을 깨고 신속하게 적진 깊숙히 치고 들어가 적을 혼란에 빠뜨리고 포위하는 작전이다. 그 궁극적인 목적은 바로 단 한 번의 결정적인 작전으로 조기에 적을 격멸하는 것이다."
이 전격전의 개념은 이미 제 1차 세계대전 때 발전된 '후티어(Hutier) 전술'에서 시작되었다. 당시 독일군은 '돌파부대 전술'을 통해 진지전의 교착상태를 극복해 전쟁양상을 다시금 기동전으로 바꾸어 놓으려 했다. 이 때 '후티어(Oscar von Hutier) 장군'이 시행한 성공적인 돌파전술이 각광을 받았으나, 기동성 있는 예비대의 부족과 전방추진 화력의 부족으로 끝내 실패하였다. 독일군은 이 전술의 실패원인을 교훈으로 분석하고, 이를 당시에 새롭게 개발된 항공기와 전차를 결합하여 새로운 전쟁수행개념으로 발전시켰던 것이다.
"이제 전격전의 수행과정을 알아보자.
1. 적의 후방에서 5열활동을 전개하여 정보를 수집하고 민심을 교란하여 적 국민의 싸우고자 하는 의지를 약화시킨다.
2. 공군은 기습적 일격으로···제공권을 장악하고, 아울러 적 후방의 도시, 부대 집결지, 지휘소, 그리고 통신시설 및 교통시설 등을 폭격하여 지휘조직과 예비력 동원체제를 마비시키고, 동시에 심리적 충격을 가한다.
3. 한편 전차, 자주포, 차량화된 보병, 공병 및 병참지원부대가 하나의 팀을 이루어 적의 방어가 약한 전선의 좁은 정면에 대해 기습적으로 집중 공격함으로써 돌파구를 형성한다. 이때 돌파를 담당하는 것은 보병···이다.
4. 기갑부대가 이 돌파구로 신속하고도 깊숙히 침투하여 적의 주력을 차단·포위함으로써 적으로 하여금 재편성할 시간적 여유를 주지 않는다. 이 때 급강하 폭격기가 화력증원을 담당한다.
5. 보병이 기갑부대에 접속 전진하여 차단·포위된 적을 소탕한다."

#### 간접접근(間接接近, Indirect Approach) 전략이론
영국의 전략사상가인 '리델하트'는 간접접근 전략이론을 제시하였다. 이 이론은 명칭만 다를 뿐이지 사실상 기동전 이론과 다를 바가 없다. 그는 전략의 목적이 저항의 가능성을 소멸하는 것이며, 가장 유리한 상황에서 전투를 수행하게 하고, 또한 전투를 감소시켜 최소한에 그치게 하려고 하는 것이며, 이를 위한 수단은 기동이라고 말한다. 그는 기동으로 저항의 가능성을 소멸하고 전투를 최소화하기 위하여 적을 교란시켜야 한다고 주장한다. 즉, 그는 "교란(攪亂:dislocation)이 전략의 목적이다. 교란의 결과로써 적이 붕괴되거나 또는 전투에서 적의 파쇄가 용이해질 것이다"라고 하면서 전략적 수준에서 물리적 교란과 심리적 교란을 구분하여 설명하고 있다.
물리적 교란은 적으로 하여금 급히 정면변경을 하도록 배비(配備)를 혼란시키고, 적 병력을 분리하며, 적의 보급을 위기에 빠뜨리고, 적을 철수하게 하거나 적의 본국 내 전략기지와의 작전선에 위협을 가하는 전략적 기동을 감행함으로써 달성할 수 있다고 한다. 그리고 심리적 교란은 물리적 교란의 효과가 적의 사령관의 마음에 영향을 미친 결과로서 발생한다고 한다. 즉 심리적 교란은 기본적으로 적의 사령관이 함정에 빠졌다고 생각하고 이에 대항할 수단과 방법을 쉽게 찾지 못할 때 일어난다고 한다. 그러므로 심리적 교란은 적의 배후에 대한 물리적 행동을 가한 후에 자주 발생하게 된다고 한다.
그리하여 "적 전선의 측면을 우회하여 배후로 향하는 기동은 '최소저항선'을 취하는 것이다. 심리분야에 있어서 이와 동등한 것은 '최소예기선'이다···양자를 결합시킨 경우에서만, 전략은 적의 균형을 교란시키기 위하여 계산된 진정한 '간접적 접근(Indirect Approach)'이 되는 것"이라고 하여 물리적 측면의 최소저항선과 심리적 측면의 최소예기선을 병행하는 작전선을 따라 전략적 기동을 실시함으로써 적을 교란하여 저항의 가능성을 소멸할 수 있다고 주장하고 있다.

## 기동전의 특징[14]

### 상대에 대한 정신적인 패배 추구
이것은 기동의 본질을 설명하여 주는 것이다. 기동전에서는 적군 병사 한명, 한명을 살상하거나 적의 전차나 장갑차 등 장비를 직접적으로 파괴하여 이의 누진적 결과로 적이 패배하도록 하는 것이 아니라, 적에게 정신적인 패배감을 주어 무력화(incapacity)시켜 패배시키는 것이다. 리델 하트(Liddell Hart)는 “놀란 병사는 총을 떨어뜨린다”라고 하면서 "정면으로의 공격은 적으로 하여금 더욱 긴장하게 하고, 아군의 전의를 고취시킨다"고 함으로써 기동을 통하여 적을 심리적으로 패배시키는 것이 기동전의 본질임을 제시하고 있다. 

### 작전목표는 적의 중추부
이것은 기동전의 작전적 특성을 말하는 것이다. 다시 말하면 기동전에서는 적의 중추부 즉, 적의 C4I, 병참기지, 항만, 비행장 등 적의 힘의 근원이 되는 부분이 목표가 된다는 것이다. 기계화전 이론의 창설자인 풀러(J.F.C. Fuller)는 그의 논문 『Plan 1919』에서 인간의 두뇌에 해당되는 적의 야전군급 사령부와 병참시설을 측 · 후방에서 전차와 항공기를 이용해 기습적으로 선제공격을 실시하여 전략적인 마비를 달성, 적이 미처 대응하기 이전에 전쟁을 종결한다는 아이디어를 1918년에 발표 한 바 있다. 이 이론은 그 후 기동전에서 작전의 목표를선정하는 이론의 근거가 되었다. 마비이론으로 통칭된 풀러의 이러한 구상은 제2차 세계대전시 전격전의 지도지침으로 독일군에 의하여 실용화되었으며, 제3, 4차 중동전과 걸프전, 이라크전에서 미군의 작전도 이러한 기동전 이론에 의해 수행되었다. 

### 비선형의 전선 형성
이것은 기동전의 전장양상에 대하여 말하는 것이다. 기동전시전장은 피 · 아가 혼재되고, 전선이 수시로 변경되며 전후방의 구분이 잘 안되는 양상을 나타낸다. 마치 축구와 같이 전선이 형성되는 것으로 이러한 전쟁양상하에서는 부대의 분권화 통제가 중요하며 이심전심으로 상급부대장의 의도를 전장에서 통합적으로 구현할 수 있는 융통성 있는 지휘통제 조직이 중요하다. 

### 단기 속결전 추구
이것은 기동전의 작전진행 속도(Tempo)를 말하는 것이다. 기동전은 비선형의 전장이 형성되고 심리적 마비를 추구하기 때문에 성공적인 기동전이 되었을 때는 조기에 전쟁을 종결시킬 수 있다. 제1차 세계대전 시에는 독· 불간에 4년의 전쟁이 지속되었으나, 기동전 양상을 보였던 제2차 세계대전 시 독 · 불은 불과 10 여 일 만에 대세가 판가름 났으며 제3차 중동전은 6일 만에 종료되었다. 현대전인 걸프전과 이라크전에서 미국은 지상군 작전개시 10 여일 만에 즉, 단기간에 전쟁을 종결시켰다. 이는 독일, 이스라엘, 미국군이 적에게 병력과 장비의 파괴보다는 정신적인 패배를 추구한 기동전을 실시한 결과였다.

## 소모전과의 차이점
소모전(消耗戰)은 교전 중에 인력과 물질이 지속적으로 소모되어 쉽게 승부가 나지 않는 전쟁을 가리킨다. 이러한 전쟁은 승리를 위해 일반적으로 많은 자원이 수반된다.
기동전이 소모전과 다른 점은, 적보다 우세한 자원을 사용하여 유혈전투를 수단으로 하는 소모전에 비하여 기동전은 상대적으로 우세한 기동성을 수단으로 사용한다는 점과, 적의 자원을 계속적으로 소모시켜 누적된 소모로 인하여 더 이상 전쟁을 수행할 수 없도록 하여 적의 의지를 굴복시키는 소모전의 방법에 비하여 기동전은 기동성을 이용하여 적을 심리적으로 마비시킴으로써 적의 의지를 굴복시키는 방법을 사용한다는 점이다.
이처럼 소모전은 섬멸전과, 기동전은 마비전과 관련되어 있는 개념이다. 무력에 의한 결전으로 단기간에 승부를 결정짓느냐 아니냐를 기준으로 섬멸전과 소모전을 중요한 전쟁형태로 대비시키기도 하지만, 이 둘은 파괴의 규모와 지속기간의 차이일 뿐 군사력의 파괴라는 기본방향은 동일하다. 섬멸전은 적 군사력을 주된 대상으로 하여 이의 제거에 집중하는 용어인 반면에 소모전은 적 군사력뿐만 아니라 적의 모든 자원을 대상으로 하고, 장기간에 걸쳐 피해를 조금씩 누적해가는 개념이다. 또한 마비전이 기동전의 한 형태일 수도 있고, 반대로 기동전이 마비전의 한 형태일 수도 있다. 다만, 마비전은 적 지휘체제의 붕괴라는 결과에 중점을 두는 반면에, 기동전은 전투력을 동적으로 운용하는 과정에 중점을 둔 용어이다. 따라서 섬멸전과 마비전에 비해서, 소모전과 기동전은 방법적인 측면에 초점을 맞춘 분류라고 할 수 있다.
소모전에서는 접촉하고 있는 쌍방의 전선을 중심으로 하여 모든 영역에 걸처 다양한 활동들을 전개한다. 전 영역에 걸친 지속적인 전투와 소모를 통하여 결국은 상대방의 군사력, 국력, 의지를 소진시킴으로써 굴복을 얻어내기 때문이다. 따라서 전략적이거나 작전술적인 책략이 적용되는 소지가 적고, 부분적인 성과가 지속적으로 누적되어서 최종적인 결과를 결정한다. 승패가 금방 결정되지 않을 경우 대부분의 전쟁은 소모전이라고 할 수 있다. 소모전은 장기간에 걸쳐 상당한 노력을 필요로 하는 비효율적인 방법일 수도 있지만, 단순하면서도 확실한 성과를 보장해 준다는 점에서 전체적인 군사력과 국력이 강한 국가의 경우에는 유리한 방법이다. 약자의 입장에서는 자신의 피해를 줄이면서 소모전의 기간을 연장시켜 강자를 피곤하게 하는 형태로 소모전을 수행할 수 있고, 이것을 지구전이라고 표현한다. 
기동전은 고정된 전선에 집착하지 않고, 부대를 끊임없이 기동시켜 우리가 원하는 장소와 시간에 우리의 의지대로 전장을 형성한다. 특히 부대의 기동을 통하여 집중과 기습을 달성함으로써 전투력의 효율성을 극대화하고, 우리의 계획에 의하여 전투를 수행함으로써 주도권을 장악할 수 있다. 그러나 전쟁의 장소, 시간, 방법을 수시로 변화시키고 결정해야하기 때문에 탁월한 지모를 구비한 군사지휘관의 존재가 필수적이고, 전략적 및 작전술적인 책략이 필요하며, 신속한 기동을 지원할 수 있도록 훈련 및 병참 분야에서 상당한 준비와 훈련이 이루어져야 한다. 성과가 누적되는 정도가 약하기 때문에 수차례에 걸쳐 성공을 거두더라도 한번의 실패로 전체적인 결과를 무산시킬 수 있다.
통상적으로 전체적인 군사력과 국력이 강한 국가들은 만전지계(萬全之計) 차원에서 시간적 여유를 갖고 위험부담을 최소화하는 전쟁을 수행하고자 하는 까닭에 소모전적인 전쟁을 추구하면서 기동전의 요소를 활용하게 되고, 전체적인 국력이나 전투력이 약한 국가는 소모전적인 수행이 불가능하기 때문에 어떤 형태로든 기동전을 추구하게 된다. 전체적인 군사력이나 국력이 열세한 국가의 경우에는 기동전이 유일한 승리의 방법일 경우도 적지 않다.

## 기동전의 사례

### 제 2차 세계대전및 중동전쟁

#### 프랑스 전역

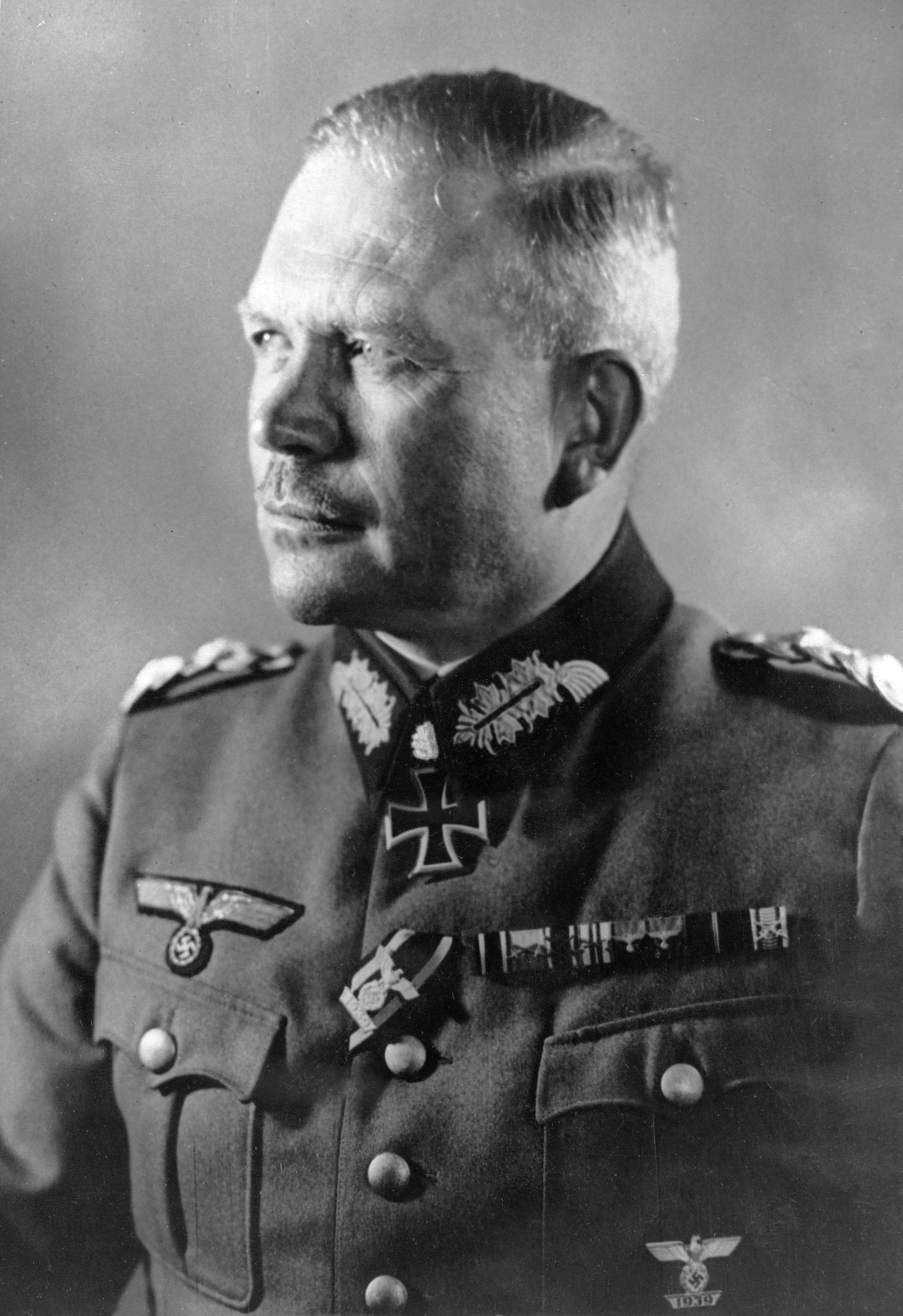
하인츠 구데리안 장군

1940년 5월 10일 자정부터 새벽까지 독일군은 무차별 폭격후 지상군을 투입하기 시작하였다. 주공을 담당한 A 집단군 클라이스트 장군의 기갑집단군을 선두로 하여 아르덴느 지역으로 신속히 진격하고 있었다. 선두를 담당한 구데리안 장군의 기갑군단은 프랑스 기병대의 저항을 물리치면서 5월 13일 뫼즈강에 도달하였으며, 세당 부근에서 즉시 도하를 감행하였다. 구데리안 장군은 급강하 폭격기와 전차 및 자주포의 지원하에 적진에서 부교를 가설하고 야간을 틈타 도하를 감행함으로써 14일 새벽까지전 군단이 도하를 완료하였던 것이다. 또한, 롬멜장군의 제7기갑 사단은 13일 저녁 무렵에 디낭 부근에서 뫼지강 도하에 성공하여, 독일의 A집단군은 프랑스 2군과 9군 사이에 약 50마일의 간격을 형성함으로써 돌파에 성공하였다. 이로 인하여 영국원정군의 병참선은 차단되었으며 프랑스 역시 남북으로 동강나고 말았다. 덩케르크가 함락된 당일인 6월 5일 독일군은 제2단계 작전을 개시하였다. 제1단계작전에 의하여 병력의 절반을 상실한 반신불수의 프랑스를 쓰러뜨리기 위한 것이었다. 조공부대인 보크 장군의 B 집단군이 솜 하구와 아미앵 부근에서 도하공격을 개시한 지, 4일 후인 6월 9일 주공부대인 A 집단군은 파리 동방 렝스부근에서 구데리안의 기갑부대를 선두로 공세를 전개하기 시작하였다. 12일에는 결정적인 타격을 가하고 돌파에 성공함으로써 대 추격전을 감행하였으며, 6월 14일 파리가 무혈점령되었고, 15일이 되자 독일군이 프랑스 전역을 석권할 것이 명백하게 되었다. 구데리안 군은 6월 17일에 스위스 국경에 도달하여 프랑스군을 동서로 양분하고 마지노 요새 안에 500,000명에 달하는 프랑스군을 가두고 말았다. 독일군이 이와 같이 경이적인 승리를 거둘 수 있었던 것은 기습 달성을 가능하게한 우수한 계획, 전격전을 실시할 수 있도록 잘 편성되고 장비된 공격부대의 보유, 유능한 지휘관의 과감한 작전수행에 기인한다고 할 수 있다. 전차를 프랑스는 보병의 보조물로 인식하여 분산 운용한 반면에 독일은 전차를 사단급 내지는 군단급의 대규모 독립부대로 집중 운용하여 위력을 발휘하였다. 독일군 낙하산 부대는 주요 교량이나 비행장 등 요충지를 기습적으로 선점하여 대부대 작전을 효과적으로 수행하였다. 그리고 급강하 폭격기를 운용하여 전진하는 기계화 부대를 적시에 지원할 수 있도록 하였다. 결론적으로 프랑스 전역에 있어서 승패의 원인은 양국 간의 차이는 수량과 질의 문제라기보다는 “현대전의 수행방식에 대한 개념”의 차이라고 볼 수 있겠다.

#### 제3차 중동전쟁(6일전쟁)
1967년 6월 5일 07시 45분 이스라엘 공군은 아랍군에 대한 선제 기습공격을 감행하였다. 전쟁 발발 시 시나이 반도와 가자지구에는 이집트군 7개 사단과 1,000여대의 전차와 수백문의 포가 있었다. 이스라엘 탈(Tal) 장군이 지휘하는 사단은 라파 부근, 샤론장군 사단은 중앙축을 방어하는 움 가타프(Umm Gataf)와 아부 아게일라에서, 요페(Yoffe) 장군 사단은 이집트군이 도저히 통과하지 못하리라 판단한 모래벌판을 통과하였다. 돌파는 24시간 휴식 없이 실시되어 이틀째 탈(Tal) 장군은 부대를 양분하여 엘 아리쉬 공항을 점령케 하고, 다른 부대는 서쪽으로 진격시켰다. 그후 요페(Yoffe) 사단의 일부는 남부로 진격 시나이 반도를 완전히 포위 봉쇄하였다. 특히 샤름 엘 쉐이크(Sharm el Shaykh)에는 공수부대를 투하시키고 다시 헬리콥터로서 엘 투르(El Tur)까지 이동하여 북진시켰다. 또한, 움 가타프(Umm Gataf) 전투는 헬기전력에 의하여 적진을 뛰어 넘는 기동의 가능성을 최초로 보여 주었다. 이 전쟁 결과 이스라엘은 3.5배나 되는 영토를 획득하고 800여 대의 전차와 수 천 대의 차량을 노획하였다. 
이스라엘 지상군은 이집트 전방사단의 3중 방어선을 돌파하고 종심으로의 기동을 감행하여 개전 3일 만에 240km에 달하는 반도를 관통하여 이집트군의 퇴로를 차단하고, 측 · 후방으로 우회와 침투를 시도하여, 적을 심리적으로 마비시키기 위해 종심깊게 돌진했다. 탈 (Tal) 사단의 1개 전차대대는 8시간 만에 70km를 기동하는 속도를 발휘하여, 적의 대응을 불가능하게 하였는데 이는 현대화된 입체고속기동전의 축소판이라 할 수 있다. 이는 전격전을 감행하였던 독일 기갑부대의 작전을 현대적 개념에 잘 조화시켜 전차부대와 공군의 근접지원, 헬기에 의한 입체적 공지합동작전을 구사하여 이집트군의 기갑부대를 유린하고 방어선을 돌파, 신속한 종심작전으로 적을 압도하였다.

### 걸프전쟁

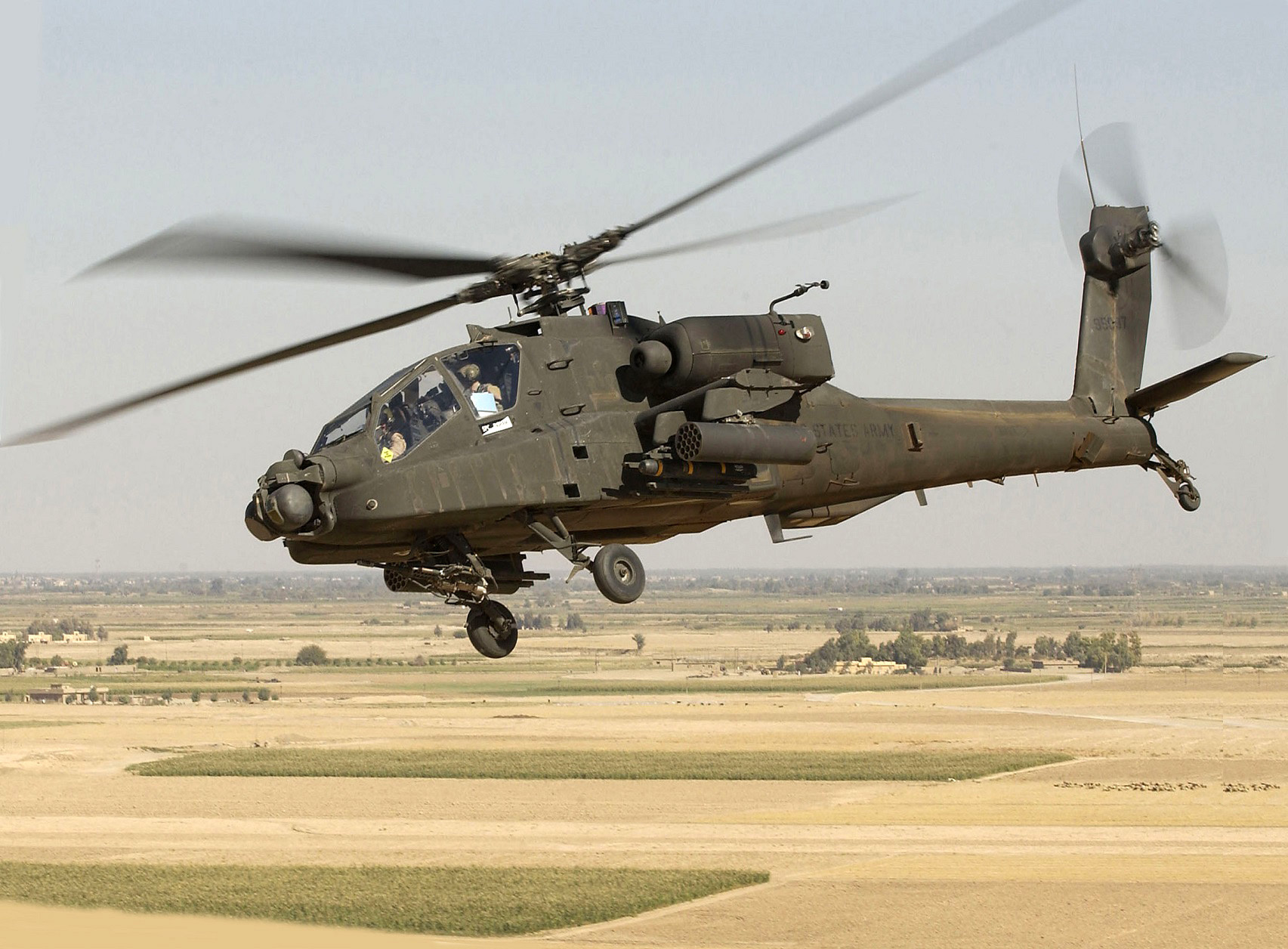
AH-64D 아파치 헬기

사막의 폭풍작전은 1991년 1월 17일 02:40분에 제101공중강습사단 아파치 헬기 8대가 이라크의 서부 깊숙이 공격하여 헬파이어 미사일로 이라크의 조기경보 레이더 기지를 파괴하였다. 곧 이어 미 공군 스텔스 전투기들은 이라크 남부지역에 소재한 지하방공 통제센터를 파괴하였다. 이어서 바그다드 시내에 위치한 이라크 군부와 정부의 통신시설, 지휘통제시설, 보안정보기관에 정밀유도폭탄을 투하하였다. 그 후 전 전선에서 지상군의 공격이 시작되었고, 2월 23일 지상작전의 돌파구를 마련하기 위한 공정작전이 실시되었다. 제101공중강습사단은 이라크군의 퇴로를 차단하기 위해 블랙호크 헬기에 탑승하여 이라크 영토 70마일 지점에 깊숙이 공수 투하되어 바그다드와 바스라항을 연결하는 8번 고속도로를 점령하고 대기하는 작전을 실시하였다. 다국적 지상군의 전면공격은 2월 24일 04시에 개시되었고, 주공인 7군단과 제18공정군단이 이라크의 후방지역으로 대규모 우회기동을 실시하여, 2월 26일 전 전선에서 이라크군의 주력부대들이 다국적군에 의해 포위된 채 급속히 와해되기 시작하였다. 서북쪽에서 우회한 제18공정군단과 제7군단이 이라크 군의 퇴로를 차단하며 포위망을 압축해 들어갔으며, 미해병 제1, 2사단은 쿠웨이트에 근접한 고지대를 점령하여 최종목적을 달성하였다. 2월 28일 43일간에 걸친 걸프전쟁은 종료되었다. 제18공정군단 예하의 제101공중강습사단은 지상전 개시와 동시에 공중기동으로 나시리아 방향으로 공격, 유프라테스강 일대를 확보하여 적의 퇴로 및 증원을 차단하였다. 전체적으로 볼 때 걸프전은 소련군의 작전기동군 교리에 대응하기 위해 발전시켜온 기동전을 실행에 옮긴 공지전투 교리의 시험장이었다. 미국은 걸프전을 계기로 공지전투 교리에서 공지작전 개념으로 발전시키게 되었고, 이는 미래전의 양상을 고려하여 공군작전 및 지상작전의 유기적인 통합과 헬기에 의한 기동이 발전의 핵심으로 전투에서의 승리가 아닌 작전에서의 승리를 추구하고 있다는 점이다.

### 이라크 전쟁

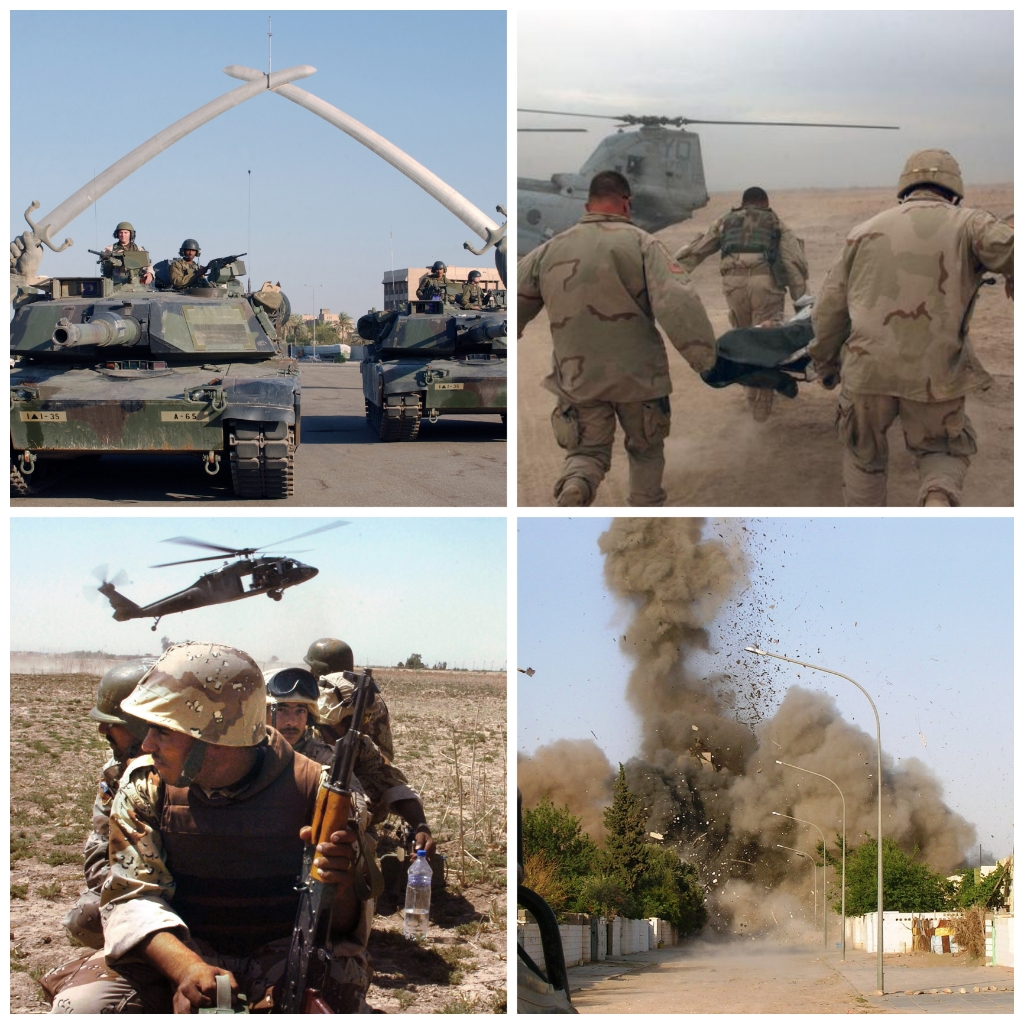
이라크 전쟁

이라크 자유화작전(OIF)은 공중과 지상에서 실시하는 2개의 대규모 군사작전을 기본으로 하고 있다. 공중에서 실시하는 군사작전은 항공기와 순항 미사일에 의한 사담 후세인 정권 및 군사중추에 대한 동시집중 폭격으로 이라크군의 조직적인 작전수행능력을 마비시키려고 폭격하는 효과기반작전에 바탕을 두었다. 지상에서의 군사작전은 항공지원을 받으며 육군과 해병대가 실시한 바그다드 공략작전이다. 남부지역의 주공인 제3보병사단은 쿠웨이트 이라크 국경을 돌파한후, 서측의 사막지대를 고속기동하여 바그다드를 공격한다. 제101공중강습사단은 제3보병사단을 후속지원하고 한편 북부에서는 제3기갑연대의 선도 하에 제4보병사단이 이라크 북부의 최대도시인 모술을 거쳐 티그리트를 향해 공격한 후 바그다드를 협공하면서 제173공정여단은 제4보병사단을 후속지원하는 작전이다.
이 바그다드 공격계획의 핵심은 ‘어떻게 바그다드까지의 장거리를 신속하고 안전하게 진격하면서, 동시에 보급로를 확보하느냐’였다. 전방보급기지에서 바그다드까지의 거리는 300km가 넘는다는 것이다. 제101공중강습사단의 공중기동력을 활용해 「개구리 뛰기(lead frog)」식의 작전을 하는 것이었다. 즉 350대의 헬기를 보유한 제101공중강습사단이 공중강습작전을 연속적으로 실시하여 지상기동을 실시하는 기갑부대의 전방기지를 사전에 준비하고, 동시에 진격로의 중요지역을 확보하는 것이었다. 바그다드 진격작전은 3월 20일부터 25일까지 5일간에 400km를 진격하여 바그다드 남방 80km까지 진출하여 1일 평균 80km의 신속한 기동작전으로 사상 유례를 찾아보기 어려운 전격성을 보여주었다. 미군은 신속한 기동 및 빠른 작전 템포의 기습작전으로 적의 대응능력을 와해시켰다. 한 달도 안 된 4월 15일에 승리를 선언함으로써 이라크 자유화작전은 종료되었다. 결과적으로 미군은 공중공격과 지상작전을 동시병행적으로 실시하여 충격효과를 배가시켰으며 전방작전기지와 바그다드까지 400km의 장거리를 헬기에 의한 기동작전으로 성공할 수 있었다.

## 기동전 이론의 현대적 발전

### 투하체프스키의 종심전투이론
1930년대 러시아에 정착된 종심전투 이론의 핵심은 러시아군 종심전투 이론의 아버지 투하체프스키에서 비롯된다. 폰 젝트와 그의 동료들이 전격전을 궁리하기 시작하던 시기에, 투하체프스키는 적군(赤軍) 창설의 충격과 내전의 소란에서 정신적으로 초월하여 자신의 경험을 바탕으로 미래를 위한 교훈들을 구체화하기 시작했다. 그에게는 기동의 전통, 특히 우회이동을 이용할 능력이 있었다. 칭기즈 칸의 전쟁 방식으로부터, 그리고 더 거슬러 올라가 손자에서 유래 되었던 것이다. 러시아판 『손자병법』이 존재했다는 사실은 중요한 의미를 갖는다. 중국의 대가가 주장한 정병(正兵)과 기병(奇兵)을 표현하기 위해 노력한 수많은 해석 중에서 물리적인 해석은 정병(적과 교전하는 부대)를 견제부대, 기병(전승을 달성하는 부대)를 기동부대와 동일시하는 것이다. 손자가 말한 병형상수(兵形象水) 즉, 군대의 형세는 물과 같다는 표현은 기동이론의 역동성이라 말할 수 있다. 투하체프스키 사상의 초점은 제병협동전투와 동시성이다. 접촉은 정면에서 이루어진다. 성공하기 위해서는 움직이지 못하도록 적을 묶어 놓아야 하고, 중요한 시간과 장소에서 결정적인 우세를 확보하기 위해서는 충분한 예비대를 보유해야 한다. 그 다음에 적을 묶어 놓고 선정된 지점에서 돌파하면 공중 및 기계화 부대의 지원을 받아 간격을 통해 기병으로 공격할 수 있다. 투하체프스키는 동시성에 대한 접근에 대변혁을 일으켰다. 다시 말해서 투하체프스키는 2단계 개념으로 자신의 최대 접촉지역 원칙은 보존하면서 광정면에서 종심전투로 완전히 생각을 바꾸게 되었다. 종심작전 이론의 첫 단계인 투하체프스키의 종심전투 개념은 1932년 무렵에 분명한 형태를 갖추게 되었다. 새로운 접근은 적군(Red Army)의 기계화 군단 편성을 착수시켰으며 1936년 판 야전 근무규정 “Pu-36”으로 완결되었다.
투하체프스키는 “종심전투는 적을 완전히 포위 격멸할 것을 목표로 하여 적 전투대형 전 종심에 동시적인 타격을 가할 새로운 기동 및 충격군을 집중적으로 이용한 공격을 말한다. 종심전투의 새로운 수단과 전술은 기습의 중요성을 증가시킨다” 라고 정의하고 그 특징을 “방어 전 종심에 대한 항공력과 포병에 의한 동시공격, 광범위한 전차부대 공격으로 전술적 방어종심 돌파, 완전한 포위공격을 목표로 전술적 성공을 작전적 성공으로 신속하게 발전시키는 것이며 주요역할은 보병을 중심으로 한 제병협동부대의 상호지원에 의하여 이루어진다”라고 주장하였다. 이를 좀 더 세밀하게 살펴보면 종심전투이론은 수단 면에서는 기계화 부대 및 항공기를 이용하며, 방법 면에서는 동시타격과 침투방법을 사용하고, 적용되는 주요원칙은 기습, 집중, 기동 등 임을 알 수 있다.
투하체프스키는 풀러의 저서 『전쟁의 개혁』에서 “풀러의 위대한 점은 과거 경험만을 연구한 것이 아니라, 기술적인 진보에 발맞추어 미래 전쟁에서 효율적으로 운용된 지상군 구조와 장비의 방향을 제시한데 있다”라고 하면서 우리는 풀러의 자신과 그의 제자 리델 하트(Liddell Hart)에 의하여 발전된 진보적인 사상에 관심을 가지고 채택하여야 할 것이다“라고 하였다. 이와 같이 투하체프스키는 풀러의 이론을 직접수용하였다. 풀러, 리델하트 등의 기계화전 이론은 소련군의 종심전투 교리에 이론적인 바탕을 제시하였다고 할 수 있다. 그는 풀러로부터 적의 주력이 배치된 전선을 정면으로 공격하는 것 보다 적의 두뇌와 병참선을 종심 깊게 타격하는 것이 더 낫다는 이론을 받아들여 전차에 대한 새로운 운용 교리에 잘 결합시켰다. 또한, 구데리안의 기계화전 이론이 1920〜1930년 대러시아의 종심전투 교리 형성에 강력한 영향을 주었다. 1920년대 말부터는 종심전투 이론으로 발전되기 시작하였다. 종심전투이론은 트리안다필로프에 의하여 시작되어 투하체프스키에 이르러 구체화된다. 투하체프스키의 종심전투이론은 2단계로 발전된다. 1단계는 1932년 종심전투(deep battle) 개념을 완성한 단계이고, 2단계는 기계화군단 창설과 1936년 야전요무령에 이론이 정식 교리로 채택된 단계이다.

### 러시아의작전기동군(OMG)

#### 작전기동군(OMG) 출현 배경
딕(C.J. Dick)은 작전기동군의 출현배경을 두 가지로 설명하고 있다. 
첫째로, 소련의 전략이 핵 위주에서 순수한 재래식전으로 전환해 가는 데 있다는 것이다. 소련군은 1970년대 말 오가르코프가 총참모장이 된 이후부터 재래식 전쟁을 생각하게 되었다. 즉 그들은 순수한 재래식 무기 단독에 의한 전쟁, 또는 최소한 전략핵이 사용되는 단계까지의 발전 이전에 재래식전으로 승리하는 가능성을 생각하였던 것이다. 두 번째는 소련군의 전투대형을 변경해야 할 만큼 무기체계 및 장비들의 기술적인 능력들이 대폭적으로 개선되어 왔다는 것이다. 소련군 자군에서 이러한 기술적인 능력향상을 이용함은 물론이고, 적의 기술 적용능력을 거부할 필요를 느꼈다는 것이다. 이러한 두 가지 요인은 필연적으로 종심전투의 새로운 모델로서 작전기동군 개념을 출현하게 한 것이다. 이 작전기동군 개념은 지상, 공중, 해상작전이 통합된 전략적 전역작전의 일부로서 지상작전 방법으로 운용되고 있다.

#### 전략적 전역작전 개념의 형성
오가르코프 총참모장은 1981년 현대전은 사실상 전선군 규모를 벗어나고 있다고 인식하였다. 오늘날 전쟁에서 주요작전은 전선군 규모 보다 큰 형태의 군사작전을 고려해야 한다. 즉 전역에서의 전략적 작전이 그것이다. 작전단위의 범위는 과학 · 기술의 혁명에 의하여 향상된 각종 무기의 사거리와 위력으로 종전의 전선군의 책임지역을 훨씬 벗어나게 되었다. 따라서 전선군보다 상위의 작전구조가 이런 향상된 무기들을 통합 운용하여야 했던 것이다. 이러한 필요에 의해 형성된 전역작전은 항공작전, 방공작전, 공정작전, 상륙작전, 해군작전, 작전기동군 작전으로 이루어지는 전략적 수준의 공세작전이다. 결국 작전기동군 개념은 전역의 전략적 공세작전의 일부분으로서 지상군을 운용하는 작전 방법임을 알 수가 있다.

#### 작전기동군(OMG)의 개념
OMG는 Operational Maneuver Group의 약자로서 작전기동군(作戰機動軍)으로 해석된다. 이는 부대의 편성이 아니라, 부대의 운용개념을 나타내는 것이다. 이 용어는 소련군이 공식적으로 사용한 것이 아니라 최초로 1981년 폴란드군 대령 원트루키(Wontruki)의 논문에서 나타났으며, 동시에 소련군 장성 그린케비치에 의해 이 논문을 뒷받침할 보고서가 작성되었다. 그 후 1983년 나토군 사령관의 연설에서 작전기동군의 존재가 공식화 되기에 이르렀다. 또한, 1982〜1983년 Military Balance에 작전기동군이 언급되었다. 그러므로 유의할 것은 작전기동군은 소련군의 공식적인 군사술어가 아니라는 것이다. 다만 서방측의 학자들이 1970년대 말의 소련군의 변화를 분석하여 유추한 것이라는 점이다.

### 미국의 공지전투교리
미군은 1970년대 말부터 소련과 바르샤바군의 지상군 위협에 대처하는 방안으로 공지전투 교리를 개발 발전시켰다. 공지전투 교리는 미군과 나토군의 질적우위를 이용, 소련군과 바르샤바군의 양적우위를 상쇄하고 전투에서 승리를 추구하겠다는 적극적인 교리인 것이다. 또한, 지금까지 미군이 견지한 화력위주의 소극적 군사교리에서 화력과 기동을 균형있게 통합한 기동전 교리로서 일대 전환을 의미하는 것이다.

#### ALB(Airland Battle)
ALB 교리는 1970년대 말 소련군의 압도적인 기갑 및 기계화부대에 대응하기 위한 방안으로 발전되기 시작하였다. 이 적극적 방어교리의 핵심은 방어부대의 주력을 사전에 배치하지 않고 집결 보유하고 있다가 적의 주력이 지향하는 축선을 조기에 발견, 그 축선에 신속히 전투력을 집중하여 전투력을 격멸시킴으로써 방어에서의 승리를 보장한다는 것이다. 그러나 이러한 교리는 방어의 성공에 불과한 것이기 때문에 수적으로 열세에 있는 미군과 나토군에게 궁극적인 승리를 보장할 수 없는 것이었다. 나토군의 상대적으로 얕은 종심을 보강하고 전장을 적지로 확대하여 화력과 기동을 통합, 적의 후속역량(제2제대)을 사전에 격멸하여 전선에서는 약화된 적과 교전하도록 유도함으로서 전투에서 승리를 보장하여 궁극적으로 전쟁에서의 승리를 추구하는 교리이다. 이 교리의 특징은 화력과 기동을 통합한 공세적 기동전을 추구하는 적극적인 교리라는 점이다. 다시 말해서 지금까지의 방어는 화력만을 핵심으로 생각하였으나, ALB에서는 화력과 기동으로의 방어가 아니라 기동전으로 승리를 추구한다는 것이다. 이러한 ALB 교리는 1982년에 채택되었으며 1986년에는 ALB 수행을 위한 부대개편이 완성되었다.

#### ALBF(Airland Battle Future)
ALBF는 ALB 개념이 1단계 발전된 것이다. 1980년대 말의 군사적 상황은 많은 변화가 있었다. 세계 각국은 동서화해, 냉전체제의 붕괴, 군사강국 소련의 약화로 전쟁의 직접적인 위협이 대폭 감소되었다. 미국은 1990년 후반까지 지상군 병력을 1/4 이상 감축하여 병력을 유지하려 하고 있으며, 영국군도 지상병력을 4만 명 이상 감축할 계획을 가지고 있었다. 이러한 전장의 변화에 대응하여 ALB 교리는 그 수행절차를 발전시키게 되었는데, 이것이 바로 ALBF 교리의 핵심내용이다. 일단 전투에 돌입되었을 때는 기회를 포착하고 신속히 기동하여 적을 격멸한 후 전투가 종료되면 적에게 노출을 피하여 신속히 분산, 차기작전을 준비하여야 한다. 1990년 말 ALBF 수행절차를 4단계로 발전시켰다. 탐색 및 준비단계는 집결지에서 전투력 보존과 적 기도 탐색, 방책수립이 주안이다. 결정적 작전은 강력한 기동과 화력을 통합한 기동전을 구사하여 적을 마비 · 와해시키는 단계이며 재편성은 전투후 차후작전을 위한 준비단계이다. ALB 교리가 화력과 기동을 균형된 수단으로 보았다면, ALBF는 기동을 더 중시하고 화력도 기동 개념화하여 작전적 종심에서의 화력운용을 중시하게 되었다.

#### ALO(Airland Operation)
걸프전은 ALB 및 ALBF 교리의 효용성을 입증하여 주었다. 걸프전 결과 첫째, 공군작전과 장사정 포병, 토마호크 등 작전적 화력의 운용과 효용성이 입증되었고, 전쟁의 양상변화는 ALBF 교리를 ALO 교리 개념으로 발전시키게 하였다. ALO(공지작전)개념은 ALBF의 발전개념으로 화력의 작전적 운영과 공군작전과 지상작전의 유기적 통합 그리고 헬기에 의한 기동수단의 확신이 발전의 핵심이 될 것이며, 전투에서의 승리가 아니라, 작전에서의 승리를 추구하는 개념으로 발전된 것이다.

## 기동전의 미래
미래전의 변화는 과학기술의 발달 즉 정보 · 기술, 무기체계의 발달이 주도할 것이다. 이러한 무기체계의 발달로 타격수단이 다양해지고, 사거리와 정확성이 증대되었다. 이러한 변화로 인하여 적지전장 확대 및 종심전투, 고속입체기동전, 합동작전 및 다양한 작전요소의 통합작전, 정보 및 과학기술전이 될 것이다. 따라서 미래전 양상은 전장기능의 다양화, 전투지역의 광역화, 속도전, 비선형 기동전으로 예상되며, 헬기전력과 연계하여 살펴보면 
첫째, 정밀유도무기의 역할이 증대될 것이다. 전자기술의 혁신적인 발전은 모든 정밀 유도무기의 기능을 강화할 것이다. 특히 대전차무기의 획기적인 발전을 도모하여 기갑부대의 기동을 결정적으로 제한하게 될 것이다. 
둘째, 회전익항공기에 의한 기동역할이 증대될 것이다. 지금까지 전차를 중심으로 한 기동부대 개념을 헬기전력에 의한 기동으로 변화시킬 것이다. 즉 대전차 무기의 발달과 급격한 도시화는 기갑부대의 기동성을 결정적으로 제한하기 때문에 나는 보병 또는 나는 전차 개념의 회전익 역할이 증대된다는 것이다.
셋째, 지상 기동부대의 기계화가 가속화 될 것이다. 지상 지동부대는 기계화의 속도가 더욱 증가할 것이다. 이는 장차전에서는 기동부대와 견제부대의 구분이 더욱 모호해지고 그 결과 전장이 유동적이 될 것이다. 
넷째, 전자전 능력은 획기적으로 발달되어 전장은 시각화될 것이며 역동적이고 유동적이 될 것이다. 또한, 미래전에 있어서 한반도의 전장환경은 작전술적인 측면에서 높은 산맥과 하천은 지상기동을 제한하는 반면에 적절한 방어종심을 제공할 것이다. 평지와 도로망은 양호한 기동공간을 제공하지만, 밀집형 도시공간은 기갑 및 기계화부대 기동에 상대적인 제한을 줄 것이다. 
따라서 회전익을 이용한 기동이 요구되며, 침투, 기습, 우회기동에 효과가 증대될 것이다. 따라서 한반도 전장의 지형적 특성으로 볼 때, 전략적종심이 짧기 때문에 적지종심위주의 기동전 수행이 요구된다. 서부지역을 제외한 중·동부 지역의 험준한 산악지역은 기갑 및 기계화부대에 의한기동전에 제한을 줄 것이다. 지형적인 여건을 효율적으로 극복하여 적지종심기동의뛰어 넘는 기동전의 구상이 필요하다. 따라서 산악지형 극복이 유리하고 종심 깊은작전이 가능한 회전익 기동이 요구된다 하겠다.

## 참고 문헌
1. 강창구(1995), 『전격전의 기초이론』, 서울 : 병학사
2. 공군본부(2009). 《작전용어사전》. 대전 : 공군본부.
3. 김광석(1993). 《용병술어연구》. 서울 : 병학사.
4. 전의식(2011). 『기동전 수행의 원리에 관한 연구』. 한성대학교 국제대학원.
5. 노양규(1989), "마비전 전략사상의 현대적 고찰(І)", 『군사평론 제 277호』, 대전 : 육군대학
6. 진중근(2007), 『전격전의 전설』, 서울 : 일조각
7. 육군사관학교(1982). 《세계전쟁사》. 서울 : 일신사.
8. 강창구(1978). 《전략론》. 서울 : 병학사.
9. 배명헌(2015). 《미래전에서 헬기전력 주도의 기동전 연구》.
10. 박휘락(2005). 《전쟁, 전략, 군사 입문》. 법문사.
11. 류한수 역, 『2차세계대전사』 (서울: 청어람미디어, 2014).
12. 정하명 외 11명, 『세계전쟁사』 (서울: 도서출판 황금알, 2012).
13. 김희상, 『중동전쟁』 (서울: 일신사, 1978).
14. 최완규, “마비이론의 현대적 고찰과 미래전 적용성 연구,” 경기대학교박사학위논문(2010).
15. 오정석, 『이라크전쟁』 (서울: 연경문화사, 2014).
16. Richard E. Simpkin 저, 연제욱 역, 『기동전(Race to the Swift : 미래전쟁에 대한 사고)』 (서울: 책세상, 1999).
17. 박기련(1988), 『기동전이란 무엇인가?』 서울: 일조각.

## 같이 보기
- 전격전
- 소모전